# 涼宮琴音
涼宮 琴音（すずみや ことね、1992年6月27日 - ）は、日本の歌手。元AV女優。滋賀県出身。ディアスグループ所属。

## 略歴
2012年9月からAVデビュー。「香椎 みなみ（かしい みなみ）」の芸名でロリ系AV女優として活動。
2014年3月27日よりTwitterを開始して以降は「白咲 碧（しろさき あおい）」名義で活動。所属事務所はスタイルワン。
2015年9月9日、前日に所属事務所を辞め新しい事務所にて活動を継続することを報告。同年10月1日に「涼宮 琴音（すずみや ことね）」へ改名したことを発表。LANTANA（現・ディアスグループ）所属となった。
2016年1月11日よりTwitterアカウントを「@suzumiya_Kotone」に変更、原因はアカウントの破損により復旧不能なため。
2018年8月、ANGELIUMに参加。プロジェクト内のセクシーアイドルグループ『AIVY（エイヴィー）』メンバーとなる。この時期、扁桃腺の腫れを経験したことによりAVの新規撮影を休業。撮影会とドラマ撮影など1年半ほど「脱がないAV女優」期間であったと述べている。
2019年5月15日、マックス・エー（MAX-A）の専属になることをTwitter上で発表した。
2020年に若月まりあとユニット「CocoAnnu」を結成し、配信シングル『風に吹かれて』で歌手デビュー（2022年2月をもって若月はユニットを脱退し「CocoAnnu」名義のままソロ活動を続けるが、2023年11月からはSUZUMIYA名義でソロ活動）。
2021年8月のイベントにて、AV女優を引退する事をTwitter上で発表した。引退後は以前から行っていた歌手活動を中心に活動する。以降は東京・池袋LIVE in ROSAで開催される「楽演祭」に定期的に出演。2023年3月には初のワンマンライブを開催。
11月3日、大阪・難波で見知らぬ男に首を絞められ、首の骨がずれるなどの被害にあったことが報道された。
2024年12月5日、東京・渋谷LOFT HEAVENにておこなわれた「大人の楽演祭」に出演。

## 人物
趣味はカラオケ、麻雀、アニメ、筋トレ。特技は料理、掃除、家事全般。
もともと「何者かになりたい」と芸能事務所に履歴書を送り続けたが、オーディションには行かなかった。上京後、芸能事務所ではなくAV事務所の門を叩く。
AVデビュー後、一時は男性と交際していたが「俺と付き合うなら仕事をやめてほしい」と言われて以来、プライベートでの恋愛を自主的に禁じ律している。
引退の理由は、体力的な不安。10年を節目にしようと思ったが、不安を抱えたままいい仕事はできないし、絶対に観ている人に伝わってしまうから最高の仕事ができている一番いい時に締めくくろうと思った。

## 出演作品

### 「香椎みなみ」名義

#### アダルトビデオ【修正】
- 連れコンお泊り大作戦!! Vol.6 仲良し女子大生3人（12月11日、 プレステージ）
- カラダで稼ぐ人妻の回春睾丸マッサージ 4（12月20日、 アイエナジー）

- モテない僕を不憫に思った姉に「擦りつけるだけだよ」という約束で素股してもらっていたら互いに気持ち良すぎてマ○コはグッショリ!でヌルっと生挿入!「え!?入ってる?」でもどうにも止まらなくて中出し!（1月10日、アイエナジー）
- 完全ガチ交渉! 街で噂の、ウブな看板娘を狙え! Volume 17 in赤坂（1月22日、プレステージ）
- カワイさ盛れてるギャル女子校生 4時間 10（2月15日、BAZOOKA）※レンタル作品
- イジメ? チ○ポ丸見えヌードモデルをやらされて女子の視線だけでなぜか勃起してしまった僕。 草食男子の僕が入部したのは、肉食女子だらけの美術部。女子たちの遊び半分のイジメでヌードモデルにさせられ、生まれて初めて複数の女子たちに囲まれて裸を見られていたら変な気になってしまい勃起してしまいました。変態扱いされるかと思いきや、勃起をからかっていたはずの女子が勃起チ○ポを見つめているうちに…!（3月7日、Hunter）
- ガチ軟派! やっぱりヤリマンの友達はヤリマン（3月8日、S級素人）
- （素）シロウトTV PREMIUM 10（3月22日、プレステージ）
- 生中痴漢 6（3月23日、ナチュラルハイ）
- 生理前の1週間だけはとんでもないヤリマン女になってしまう新人医師の私は、包茎手術後の禁欲で包帯を解くだけで即フル勃起してしまう剥き立てチ○ポに欲情!パンチラや胸チラさらにはオナニーを見せつけて患者を誘惑!セックスまでしてしまう私は医師失格でしょうか?（3月23日、ATOM）
- GET!! 素人ナンパ 関東版 No.153（4月7日、桃太郎映像出版）
- くっきり浮き上がったパンティライン丸出しのピッタリ白パンツスーツを着ているOL(新入社員、同期、後輩…)は密かにセクハラを期待している!だから勇気を出してセクハラ行為をしてくる男を拒むこと無く受け入れ、逆に挿入を要求してくる!（4月11日、Hunter）
- リアル一般人カップル×真性中出し!! 4 生ハメ挿入1000回ピストンで顔射できたら100万円!!（4月25日、SODクリエイト）※「えりか」名義
- 見た目はオタク少年が… チンポは18cm! 学校クラスで一番の美少女を拘束! 巨根チンポ少年の逆襲レイプ 「君は人気者、ボクは嫌われ者…イジメ見て笑っていたよね」（4月25日、レッド）他多数出演
- バレたら退学必至! 現役女子大生のキケンすぎるバイト 3（5月10日、S級素人）
- 女子校生15人 オマ○コ指入れ ぴちゃぴちゃ自画撮りオナニー vol.11（5月20日、プリモ）
- 自己アピール下手なウブで真面目な女子大生がまさかの大胆行動!? 面接中のパンチラは内定欲しさの最終手段!? 就職難のリクスー(リクルートスーツ)女子大生はセックスまでさせてくれるのは本当か?（6月6日、SODクリエイト）※「A子」名義
- 生中出しコギャル 8時間 Special 3（6月14日、BAZOOKA）
- 顔面偏差値が高いイマドキのブロガー女子をなんとか口説いて一日限りのAV出演に成功しました。（9月13日、S級素人）
- 本番禁止の風俗店で素股を希望しチ●ポにマ●コの入り口をスリスリしてもらっているときに間違ったふりしてナマ挿入!クリトリスを散々刺激されていた風俗嬢はそのままナマチ●ポを受け入れる!! 2（11月22日、SCOOP）
- 実践!S級素人ガチナンパ成功術 ?これでアナタもナンパ即ヤリの覇者となれ?（12月27日、S級素人）

- 友達の家に遊びに行ったら、風呂上りで全裸にバスタオル1枚の女子校生の妹とバッタリ遭遇。妹は思わせぶりな視線で誘惑し、やりたい盛りの男が取る行動はただ1つ! part3（1月24日、SCOOP）
- 街を歩いている素人の女の子を捕まえて、勃起したチ●ポをセンズリしているのをダラダラ見せ続けたら… 3（3月14日、BAZOOKA）
- 童貞チ●ポでも、挿入した瞬間から豹変しイキ続けるオンナ達!（4月11日、BAZOOKA）

### 「白咲碧」名義

#### アダルトビデオ【修正】
- 素人輪姦計画。 3 ゆとり世代のグループが自分の彼女を輪姦(まわ)した一部始終を盗撮・そして発売。（4月22日、MAGIC）
- 通学時に見かける同じ学校のあの子が部活帰りで疲れたのか、ぐっすり寝込んでいる… あまりにも寝顔が可愛くて見とれていると足の力が緩んだのか?どんどん股が開きパンツが…（5月1日、DOC）
- J●散歩!! ガチ交渉でココまでヤッちゃいました!!（5月1日、DOC）
- エロ過ぎギャルハメ体験記 08 道行けば誰もが振り返るアイドル級の超絶美少女を、デートしながら口説いてエッチに持ち込む完全ドキュメント（5月23日、ONE DA FULL）
- 「キャアアアアッ!」 妹が風呂場でびしょ濡れ! 高校生の妹が、お風呂の掃除中に間違えてシャワーを自分に浴びてしまうドジっぷりを発揮。「やれやれ」と様子を見に行った僕(兄)はフリーズして凝視。妹の濡れた服が透けて乳首ポッチがまるわかり！大興奮で勃起してしまい…。（6月5日、Hunter）
- 青春スクールメモリーズ 第8期（6月11日、プレステージ）
- わたしをハメ撮りしてください…（6月13日、オーロラプロジェクト）
- お兄ちゃん!一生のお願い! 私のアソコに指入れて!! と今にも泣き出しそうな顔をして僕に助けを求めてきた妹。部屋にある物をマ○コの中に入れてオナニーしていたら自分では取り出せなくなったらしく勇気を出して僕にお願い。戸惑いながらも指を入れるとヌルヌルしてて中々取り出せずどんどん感じだす妹に僕は理性を失った…!（6月19日、Hunter）
- シロウト軟派ちゃんねる in新宿 vol.3（6月27日、S級素人）
- 絶対に手を出してはいけない相手をレズ夜這い 8（7月10日、AKNR）
- 朝ゴミ出しする近所のノーブラ奥さんとやっちゃった俺 3（7月10日、AKNR）
- 扇風機で涼むノーパン妹にムラムラ勃起しちゃった俺（7月10日、ROCKET）
- 娘の女友達と禁断の媚薬レズ! 長年セックスレスの私が欲求不満解消の為、勇気を出して借りたAVが間違えてレズモノだったんです…。『それでも良いから!』と見てみた私は禁断のレズの世界に魅了され完全にレズに目覚めてしまいました! 新たな欲求を抱えた私は、今まで何とも思っていなかった女子高生の娘が家に連れてくる女友達がすごく可愛く見えてきてしまい抑えきれない性欲が爆発!いけないとわかっていながら娘に睡眠薬、娘の女友達に媚薬を飲ませレズセックス浸りの毎日を過ごしています。（7月10日、アパッチ）
- 天使の降る夜。 15（7月11日、S級素人）
- いいなり露出温泉（7月11日、FIRST STAR）
- 愛液ダラダラで射精の瞬間だけ挿入! 娘と父親が素股で近親相姦 セックスは無理!と拒み続けたウブな娘もパパがイキそう!って言ったら発情挿入!!（7月24日、ROCKET）
- JKリフレ 女子校生とプロレスごっこ（7月24日、アイエナジー）
- 部屋に泊めてあげた従妹の寝ている姿がエロかったけど手を出す事も出来ずに、こっそりオナニーをしていると…（8月1日、DOC）
- 短小・包茎・射精 男性器に興味津々の少女達 保健体育の時間（8月5日、フリーダム）
- 温泉街で見つけた一般男女が出会ってすぐに「混浴モニター体験」 初対面でいきなり裸同士!の即席カップルは、入浴中に火が付くまで何分? 3（8月7日、SODクリエイト）
- 妊娠中なら中出しOK!? 親友の嫁と夫に内緒で、こっそり生ハメしてしまった!（8月7日、アイエナジー）
- 湯けむりぶっかけ輪姦（8月8日、メーテルホルモン）
- ガチ本生種付けナンパ20代の人妻にドピュッと中出し!（8月15日、LOTUS）
- 親が自宅にいるのにバレないようにお部屋でこっそりSEX（8月21日、AKNR）
- 「チンポを勃てて悦ばす!!」が校訓の憧れの都内一等地にある南青○性女学院（9月2日、DOC）
- 女子校生のムチムチの太ももで責めまくられた（9月5日、フリーダム）
- 「すぐそこだから…」と油断した部屋着で外出した顔見知りお姉さんのノーブラ巨乳乳首チラ見えに大コーフン!（9月6日、アイエナジー）
- 女子だけ半裸学園（9月6日、AKNR）
- 精神崩壊 私立ありがとう学園（9月12日、V&R PRODUCE）
- 体育先生とブルマ中○生（9月14日、思春期.com）
- 親友が撮ったSEX動画を発見して彼女の卑猥な姿に発情した俺（9月25日、AKNR）
- ティーンハンティング vol.4（10月1日、DOC）※「あきな」名義
- 顔騎放尿学園 まじめ少女達が小便でお仕置きよ（10月5日、フリーダム）
- 「常に性交」ビキニマッサージ 2 ずっとチ○ポをマ○コに挿入しながら受ける癒しの性感マッサージ（10月9日、SODクリエイト）
- 嫁の妹の腋に発情してしまった俺 2（10月9日、AKNR）
- 同級生痴漢ごっこ 同じクラスの女子と遊びではじめた満員電車での痴漢ごっこ。遊びのつもりではじめた痴漢ごっこだが当然、僕は勃起!ガマンできない僕は強引に挿入しようとしたら、拒否されるどころかビショ濡れで腰を振って来た!（10月9日、Hunter）
- 女汁接待（10月13日、アロマ企画）
- おはズボッ! ちょっと早すぎ、急すぎ、いきなりすぎる!（10月20日（レンタル）/12月24日（セル）、アテナ映像）
- 美少女即ハメ白書 29（10月22日、ソクハメラボ）
- 憧れだったクラスメイトがデリヘル嬢になっていてまさかの再会! 今や借金まみれになってしまった彼女は成功した僕の金の匂いを嗅ぎ分けたのか、自らゴムを外してまさかの生ハメ!そのまま中出し!（10月23日、アイエナジー）
- 同性スパルタ羞恥スポ根革命ドラマ 私立極門女子校バレーボール部シゴキ選抜合宿 先輩の陰湿なシゴキに耐える新入部員の汗と涙とマン汁まみれの青春ブルマ全面戦争!（10月23日、ROCKET）
- 顔面レイプ 誰にも見せたことのない辱められた美女の顔面記録（10月23日、アマチュアインディーズ）
- トリプルレズビアン 16 〜幼馴染みの秘めた思いと義母との関係〜（10月24日、クリスタル映像）
- 部活美少女べろキス唾液まみれ淫交（10月24日、クリスタル映像）
- 聖光天使ウェディングエンジェル 〜堕天使降誕〜（10月24日、GIGA）
- お嬢様クロニクル 22（10月24日、ONE DA FULL）
- 肉壷（俺専用） あおい（10月25日、ラマ）
- 喰い込み少女股間責め（11月1日、中嶋興業）
- 競泳水着 顔面騎乗 2（11月5日、フリーダム）
- 美人女教師は意外とヤレる!? 先生がエロ過ぎて、我慢が出来ずに誘ってみたら実は先生も欲求不満だった。（11月7日、OFFICE K'S）
- 素人娘お○ンコおっぴろげ撮影会 その後いきなり無理やりドッキリクンニ!（11月7日、虎堂）
- ずっと一緒にいようね 2 〜想い続ける気持ちが全てを変える瞬間（11月14日、V&R PRODUCE）
- マジックミラー号×イキ我慢 ナニされても10分間声ガマンできたら100万円!のはずが…止まらないビチャビチャ大量潮吹きでハメ潮!（11月20日、SODクリエイト）※「ゆりこ」名義
- 猥褻ランジェリー×フェロモン性交（11月21日、クリスタル映像）
- ゲスの極み映像 5人目（11月21日、フルセイル）
- ダブル口マ○コフェラチオ（11月21日、OFFICE K'S）
- 月に1度会う中出しガールフレンド（11月25日、本中）
- CURE RAIDER（11月28日、GIGA）
- ザー汁25連発 ごっくん輪姦（11月28日、FIRST STAR）
- あの娘ぼくらの濃いザーメンどんな顔して飲むんだろう。（12月5日、ドリームチケット）
- 嫁の妹に小便をかけられながらイジメられて何度も射精させられた。（12月5日、フリーダム）
- 本気で感じるディルドオナニー Vol.2（12月5日、虎堂）
- こたつで寝ていたお姉ちゃんのパンチラに股間がムラムラしてタマらず尻を撫で回していたら…発情してチ○ポをしゃぶりだした!!（12月6日、アイエナジー）
- セックスが溶け込んでいる日常 学園生活で「常に性交」女子高生（12月6日、SODクリエイト）
- さらわれた新妻 犯され続け他人棒に堕ちる（12月6日、ヒビノ）
- 「4人の美人姉がおとなしい弟を溺愛するあまりひとつ屋根の下で近親姦通しているアダルトビデオのような家族は実在した?!」（12月6日、DANDY）
- エステ中に旦那にバレないように若妻を寝取る（12月6日、AKNR）
- イキたくてもイカせない! イカせず中出し交渉! 2 寸止め地獄で判断能力を低下させてからナマチ○ポ挿入を誘惑、中出し交渉!デビュー女優から人気女優まで手加減なしの快楽地獄!（12月6日、Mr.michiru）
- ほど良い大きさの着衣おっぱい。（12月13日、MOODYZ）
- おねだりアクメちゃん（12月13日、色眼鏡）
- 新 センズリ見てたら興奮しちゃった素人娘 VOL.14（12月19日、OFFICE K'S）
- ディルドオナニーを初体験する素人娘たちの腰振りが凄い! 5（12月19日、綺面組）
- 24時のシンデレラ 5（12月19日、ONEZ）
- 小、中、そして高校生の現在もアダ名が「博士」の貧弱な僕。そんな僕の自宅には、クラスの女子がAV見たさによくやって来る。でも、いざエッチなシーンを見たらモジモジしだして頬を赤らめ、パンティー越しにもわかるくらいにビショ濡れで恥ずかしい染みだらけ!そしてヤリたくてヤリたくて我慢できない女子が僕に急接近。 10（12月20日、Hunter）
- おねだりディルドオナニー（12月25日、アロマ企画）

- 溺愛 卒業前 「すべて他言無用だよ」 M マリ子とマチ子（1月1日、FAプロ）
- イチャイチャしてたらいっぱい攻められちゃったロリっ娘（1月1日、S-Cute）
- 尻地獄（1月3日、OFFICE K'S）
- 女子校生イキまくり失禁オナニー（1月3日、OFFICE K'S）
- JKしょんべんブチまけダンス 3（1月3日、OFFICE K'S）
- 罵倒地獄番外編 センズリを馬鹿にする女（1月5日、フリーダム）
- 携帯ショップ店員 中出し20連発（1月8日、アイエナジー）
- ルームシェアしたら男は僕一人ぼっちだった…。（1月8日、AKNR）
- チャリ通女子校生痴漢 サドルとアソコが擦れて超敏感状態のミニスカ無防備女子校生を痴漢しまくって失禁するほど感じさせろ!!（1月8日、アパッチ）
- ヒロイン大輪姦 チャージマーメイド 脱出不可!逆転空間の悪夢!!（1月9日、GIGA）
- 淫語ディルドオナニー（1月9日、OFFICE K'S）
- 隣の浮きブラ奥さん（1月13日、溜池ゴロー）
- 発情お遊戯（1月19日、キチックス）
- チア少女をねぶり尽くす あおい（1月19日、ラマコス）
- パンストゥリープ 誘惑お姉さんの足裏（1月19日、パンストジャパン）
- 女子校生催眠術（1月21日、虎堂）
- JKパンチラ階段尾行 街で見かけた女子校生のパンチラをもっとよく見るために階段尾行してたら気づかれちゃって怒られると思いきやそのまま屋上で上手いフェラチオとぬれぬれ○ンコにチ○ポを挿れさせてもらっちゃった僕（1月21日、虎堂）
- 一般人カップル×真正中出し×連続射精ゲーム 愛する彼氏の目の前で、いつ他人精子が暴発するか分からない!? 彼氏を中出し発射することができれば100万円!! ハラハラドキドキ中出しロシアンルーレット（1月22日、SODクリエイト）※「あい」名義
- 図書館失禁痴漢 痴漢に襲われ声を押し殺してガマンしていたら、あろうことかマ○コに即効性の強力媚薬を塗られ何度も痙攣失禁イキさせられた真面目女子校生（1月22日、アイエナジー）
- 鼻フック女子（1月22日、アマチュアインディーズ）
- 純朴ロリ美少女のエッチな日常（2月1日、S-Cute）
- SODGROUP! 女子社員 恒例新人研修 本物風俗店でドキドキ赤面素股発射体験（2月5日、アイエナジー）
- バレンタインデー・レズ 〜大好きなあの子とエッチがしたくて"媚薬入りの本命チョコ"をあげたら…〜（2月5日、Hunter）
- エロカワ妹No.1決定戦! ノーカット45分一本勝負!女優さんに自分が最もエロかわいいと思う妹をアドリブで演じてもらっちゃいました!（2月7日、ゴールデンタイム）
- グローブフェティッシュ vol.09（2月19日、glovefetish）
- 子供と旦那が帰宅するまで1時間 「赤ちゃんできてもいい…もっともっと奥で下さい」 自宅で足を絡めて何度も求める「中出し6発」でやっとママは満足 7（2月19日、SODクリエイト）※「あい」名義
- M男大好き 2 笑顔がキュートな好奇心旺盛女子校生のM男実験（2月20日、OFFICE K'S）
- 僕のヨダレを吸いあげる接吻啜りとザーメン搾り 2（3月6日、ドリームチケット）
- 女子校生の淫語オナニー 5（3月6日、OFFICE K'S）
- 裏切られヒロイン マグナピンク（3月13日、GIGA）
- 女の子同士のイチャイチャにチ○ポだけ混ざれる! 女子校生ゆりもえスペレズAV（3月19日、SODクリエイト）
- 猫耳はちまきブルマカフェ（3月20日、クリスタル映像）
- 時間を止められちゃった俺（3月20日、OFFICE K'S）
- 例によって愛撫でイッちゃった僕のダメち●ぽをいつものように優しくお掃除&ゴックンするふりしながら丁寧におしゃぶりし続けて発射後もず〜っと勃ちっぱなしのチ●ポをそのまま挿入してマ●コで2発目を搾りとる連チャン精飲SEX（4月4日、ワープエンタテインメント）
- レズビアンハイスクール 〜放課後ノンストップ&ハイテンション☆JKほろ酔いレズ大乱交〜（4月7日、ビビアン）
- 妹2人とまさかの3P!中出しするハメに…。 上の妹は美人なのに奥手で彼氏無し。下の妹は超がつく程のヤリマン…。そして僕はまったくモテない。連日男を連れ込むヤリマン妹の部屋から聞こえるHな声にムラムラし毎日オナニーの上の妹。そんな妹たちの喘ぎ声を聞かされる兄の僕は我慢の限界!ちょっと妹たちを説教しようとしたら、下の妹が「私のセックスをオカズにしないでよ! お姉ちゃんもセックスすれば? 超気持ち良いから!」と言いさらに「お姉ちゃんにセックスを教えよう!」と僕を無理矢理巻き込み姉にセックス講座を開始!そしてただの道具チ○ポと化した僕は上の妹と中出しセックス! 結局最後は下の妹も発情し姉妹のマ○コにW中出ししてしまう事態に…!（4月9日、Hunter）
- 制服DAY'S（4月13日、色眼鏡）
- 街行くお嬢さんが初めてのドキドキレズソープ体験（4月23日、アパッチ）
- 成熟した姉の裸に触れた童貞弟はイケない事と知りつつもチ○ポを勃起させて「禁断の近親相姦」してしまうのか!? 5 真正中出しスペシャル（4月23日、SODクリエイト）
- ヒロイン連続中出し昇天地獄 魔法美少女戦士フォンテーヌ 〜呪われた学園・魔法美少女戦士の悪夢〜（4月24日、GIGA）
- 思春期の微乳少女 ♯2 あおい（4月30日、JUMP）
- キス中毒★女子校生（5月1日、OFFICE K'S）
- 女子校生の敏感乳首オナニー（5月1日、OFFICE K'S）
- 普段やってる本気の指オナニー 2（5月1日、OFFICE K'S）
- マジックミラー号 接客好感度No.1! 心優しいCA(キャビンアテンダント)に素股をお願いしたら、まさかの…本番まで!? 高嶺の花の美女たちが内気なセカンド童貞くんたちを癒してくれました!（5月9日、SODクリエイト）※「まりな」名義
- 「知らない女だけが損をする!世界最大級のメガチ○ポで白咲碧が強制フェラ/連続ぶっかけ/生中出しをヤる」（5月9日、DANDY）
- 噂のJKマンこきエステ!!（5月9日、GARCON）
- 極上キャバドレスのギャルを嫌というほど触りまくり、テロテロの生地に勃起チ○ポを押し付けてザーメンで汚したい! part.2（5月9日、GARCON）
- 家庭教師はレズビアン（5月20日、虎堂）
- 接客中に顔を紅潮させながら感じまくるバイト娘 11 5店舗全員中出し 2枚組SP 〜バッティングセンター、沖縄料理店、うどん屋、古着屋、ゲームセンター〜（5月21日、ナチュラルハイ）
- 眠れぬ夜の出張サービス 性交添い寝倶楽部大人のゆりかご（5月21日、AKNR）
- むっつりスケベなメガネっ娘 真面目な少女が眼鏡を外すとき…（5月31日、JUMP）
- スクールボンデージ（6月1日、中嶋興業）
- ガン見淫語責め 2（6月5日、OFFICE K'S）
- 電気あんま罵倒（6月5日、フリーダム）
- 徹底的腋（6月6日、AKNR）主演：上原亜衣
- ニーハイブーツギャル 変態オヤジ美脚責めリンチ（6月6日、GARCON）
- 超エロカワギャルが恥じらいながら男の顔に跨りイヤラしく腰を振るギャル恥じらい顔騎（6月6日、GARCON）
- 親戚のお姉さんにいつまでたっても子供扱いされて、一緒にお風呂に入ろと誘われて服をヌギヌギされたらチ○ポビンビンになっちゃいます。（6月6日、SWITCH）
- 公衆トイレで勝手に早ヌキ選手権! 紺野ひかる、紺野まこ、白咲碧、小西まりえが都内某駅ビルのトイレにやって来た一般男性を射精させるまで何分?（6月7日、お夜食カンパニー）
- お義父さんあそこが疼いてしょうがないんです……（6月11日、タカラ映像）
- ふたなりヒロイン スーパーレディー（6月12日、GIGA）
- 噂の放課後JKが働く 非ヌキ系洗体店は内緒の裏サービスで密着マッサージどころか、とんでもない無法痴帯の売○行為の温床だった〜!!（6月13日、マルクス兄弟）
- JKぬるまんダンス（6月19日、OFFICE K'S）
- 僕の病室が女子校生の溜まり場になった!隣のベッドに入院している美少女のお見舞いにやってくるJK達。「入浴できない包茎チ●ポなのに…」「カーテン一枚隔てて友達がいるのに…」まさかのH展開の連続!さらには入院中の美少女自身ともヤレた!（6月25日、SCOOP）
- イマドキ小悪魔女子校生が童貞君とドキドキSEX体験! ネット応募のチェリーBOYは年下の小悪魔系素人女子に見栄もプライドもかなぐり捨てて筆下しに成功するのか!?（6月26日、UMANAMI）
- 銀河特捜デイトナイエロー 最後の5日間（6月26日、GIGA）
- 細身短髪美少女のデカ尻がエロ過ぎて(；´Д｀)（6月30日、MARRION）
- チンコびんびん!! 少女のチンコ遊び vol.2（6月30日、JUMP）
- 小悪魔変態痴ロリ美少女崩壊（7月1日、ロリ専科）
- S-Cute レズリレー（7月1日、S-Cute）
- 小便彼女 僕の彼女はメンヘラ小便痴女（7月3日、OFFICE K'S）
- ニオイを感じる 足裏（7月5日、フリーダム）
- 日焼けした親友の彼女とやっちゃった俺（7月9日、AKNR）
- 妖艶小悪魔女幹部 ヒーロー凌辱（7月10日、GIGA）
- 本物孕ませ専門 無垢美少女回春エステ 親には絶対言えない女子校生の裏バイト（7月10日、DIY）
- 積極的レズビアン主義! エッチな小悪魔レズOLの変態パラレルワールド（7月13日、U&K）
- パンスト地獄（7月17日、OFFICE K'S）
- 女子校生のささやき淫語手コキ（7月17日、OFFICE K'S）
- 少女戦士チアナイツ 触手凌辱・丸呑み消化地獄（7月24日、GIGA）
- 「私知らないオジサンとSEXしています」 秋葉原某電気街に本番OKな現●JKリフレが存在した! 個室店内で繰り広げられる本番行為の一部始終をSCOOP!（7月24日、SCOOP）
- 女子校生に癒されたい! オマ●コぴちゃぴちゃ指入れ自画撮りオナニー vol.01（8月1日、ロリ専科）
- 個人撮影 近所の女の子にいたずら 1（8月1日、ロリ専科）
- 妄想アイテム究極進化シリーズ 真・時間が止まる腕時計 パート4 プール、お祭り、夏休み悪戯てんこ盛り3時間拡大スペシャル（8月6日、ROCKET）
- 危険日直撃!! 子作りできるソープランド 6 自宅ソープ編（8月6日、Mr.michiru）
- レズクンニリングス 5（8月6日、OFFICE K'S）
- ほろ酔いトロトロ肛門お姉さん（8月13日、MOODYZ）
- 究極のオナサポ W手コキで天国を見ろ!（8月19日、マルクス兄弟）
- 男女の貞操観念が逆転した世界 毎日発情期!女は全員性欲に満ちあふれ男とヤリたくて常に悶々!子種汁を中出しされたい欲望まみれのマ○コたち!!（8月20日、ディープス）
- たべごろ 白咲碧 ザーメン大好きなベロベロ変態痴女と淫行デート（8月21日、たべごろ）
- 直飲み専門 体液カフェ 3（8月21日、OFFICE K'S）
- JKおまんこおっぴろげ淫語ダンス（8月21日、OFFICE K'S）
- ネットカフェでオナニーしている女の子に注意したら欲求不満だったのか、その場でチ○ポハメてとお願いされた!（8月21日、虎堂）
- うちの妻にかぎって… 「ダメですって…、そんなの…、っ!」目を潤ませて、か細い声でそう言うと、僕の妻は他の男にカラダを許した 【寝取られ】人妻中出し【NTR】 13（8月25日、ビッグモーカル）
- セーラーサファイア&セーラーガーネット 戦慄の毒液生贄地獄（8月28日、GIGA）
- 女ガ女ヲ犯スストーカーレズギャルの濃厚クンニで拒みながらもイカされまくるOL（9月15日、ピーターズ）
- 鉄拘束レズビアン（9月18日、クリスタル映像）
- ウブな教え子をち○ぽ汁(ザーメン)まみれにするデカチン巨乳ふたなり高校教師 4（9月24日、ディープス）
- 勤務中に我慢し切れず弾丸放尿しちゃった女（9月24日、AKNR）
- 制服の下のエッチな好奇心（10月1日、S-Cute）
- 女子大生美術部員のモデルになった男が受けた屈辱的な行為（10月5日、フリーダム）
- 中出し肉便器担任 3 男子生徒の公衆便所になり下がった女教師たち!!（10月22日、サディスティックヴィレッジ）
- 女性だらけのマンションで肉便器にされた僕 〜便器マンと呼ばれて〜（11月5日、フリーダム）
- 罵倒女子と癒やし女子 〜見つめて見られて怒らレズ〜（11月13日、U&K）
- 全裸ヒロイン 純情仮面 第三話 〜TSUGUMI〜（11月13日、GIGA）
- デカ尻痴女がいるシェアハウスに間違って入居しちゃった!（11月19日、グローリークエスト）
- JKオマンコおっぴろげコレクション 2（11月20日、OFFICE K'S）
- 妹は色白美肌のパイパン美少女（11月22日、ケートライブ）
- 女子校生の教え子に睡眠薬を飲ませ会うたびに犯し記録し続けた家庭教師の投稿映像（11月27日、青空ソフト）
- 特別な日の、格別なSEX こんな服装でエッチしちゃった話（12月1日、S-Cute）
- 全裸金蹴り48手 2（12月5日、フリーダム）

- 日本の女性器大図鑑 私のオマ●コ見て下さい♥ 40人4時間 DX vol.05（1月1日、BURST）
- ロリータパイパン美少女を一日貸切変態デート（1月11日、ケートライブ）

### 「涼宮琴音」名義

#### アダルトビデオ【修正】
- AKNR10周年記念作品 水泳部の合宿に行ったら男は僕一人ぼっちだった…。（1月8日、AKNR）
- BBS発シナリオで抜かせる 美しい女同士のガチレズバトル ストーリー因縁レズバトル 女体育教師vsヤンキーJK編、本妻vs愛人編、ライバルソープ嬢編の3話オムニバス（1月8日、ROCKET）
- マスターベーションインストラクション 7 あなたに語りかける淫語と焦らしストリップでオナ指示 Schoolgirl JOI 美少女JKスペシャル 2（1月21日、ROCKET）
- 会社に忘れ物を届けに来た上司の娘 あまりに刺激的すぎる服装から胸元や太ももがチラチラ…。 男だらけの職場の僕をソソる誘惑についつい見入ってしまうと、そんなボクに気付いた上司の娘が「就職相談がある」と、個室で二人きりに!いたずらに誘惑された僕の我慢は限界!出世はあきらめ娘さんをいただいてしまいました!!（1月21日、SOSOSRU×GARCON）
- 姉夜這い中出し盗撮レイプ（3月1日、GLAY'z）
- 公衆トイレで勝手に媚薬拘束羞恥！ 都内某駅ビルの男子トイレに人気AV女優（西条沙羅/綾瀬みなみ/紗藤まゆ/しほの千里/涼宮琴音）に媚薬を飲ませて60分間拘束してみたらとんでもない事に…!?（3月7日、妄想族）
- マーチングプリンセス（3月11日、GIGA）
- 縛られたがる僕のいいなり妹（3月25日、ケイ・エム・プロデュース）
- デリヘル呼んだら姉が来た!結果、お店に内緒で中出し本番セックスする事になる 2（4月1日、sister）
- 罵倒地獄 SEX下手な男がSEX中に言われた言葉（4月5日、フリーダム）
- 顔だけで採用を決めた可愛い子限定!!時給1500円モザイク入れバイトの女の子にこっそり撮影用媚薬を飲ませて強制発情！無●正映像を見て興奮したマ○コに生中出し!（4月8日、ケイ・エム・プロデュース）
- 妹にしたいNo.1が簡単に誰にでもヤラせてて胸熱（4月8日、バルタン）
- このJKを脅迫してビデオ作りました 示談性交FILE01（4月13日、EROTICA）
- 舌だけでイカせてもらえないか?～ペロペロとチロチロとチュパチュパと這い回るベロが好き～（4月15日、SEX Agent）
- 少女個撮（4月19日、姦乱者）
- 愛しの可愛いコちゃんとイク子作り中出し旅行記 ズブっと4時間（4月19日、妄想族）
- 挑発!パンチラオナニー（4月21日、グローリークエスト）
- 「こんなこと恥ずかしくて言えないんだけど…」、とモジモジしながら多感なお年頃の激カワ娘は同級生を部屋に連れ込み、アナルSEXをおねだりしてしまう!（4月22日、ケイ・エム・プロデュース）
- 魔法科学美少女フォンテーヌ・ネオ（4月22日、GIGA）
- 新●区のメイド喫茶でチラシ配っている店員さんがやたら可愛かったので、声を掛けて連れ出して密室で僕らだけに萌えプレイをしてもらっているうちにいい雰囲気になってSEXまでヤラせてくれちゃいました!（4月25日、ナンパJAPAN）
- デカチン大好き!ヤリマン4姉妹物語～父の再婚で突然できた4人の妹は超ヤリマンで僕のデカチンが狙われている!～（5月7日、ゴールデンタイム）
- 『高偏差値大学に通う地味で真面目そうな眼鏡女子ほど、実は超エロいって本当?』SP 3（5月13日、S級素人）
- お口に発射した精子は全部飲みたがる、ごっくん願望の素人娘たち（5月27日、S級素人）
- 飼われて嬉しい変態アナルペット（6月2日、グローリークエスト）
- 小便女子校生 おしっこを飲ませて興奮する変態JK 涼宮琴音（6月10日、ケイ・エム・プロデュース）
- ディルド大好き女子校生 3（7月1日、OFFICE K'S）
- ツインテールに恋してる ～ふたつ結びの女のコだと精子がいつもの倍は飛ぶ～（7月15日、SEX Agent）
- 完全主観 罵倒地獄 Vol.5 ～罵られて勃起する男達の子守唄～（7月5日、フリーダム）
- M男に小便顔騎淫語責め（7月15日、OFFICE K’S）
- 超ドUP!オマ○コいじり（7月15日、OFFICE K’S）
- 出産して急激に感度があがったママチャリ早漏妻14 発情妻SP（7月21日、ナチュラルハイ）
- スーパーヒロイン野外凌辱03 美少女戦士チアナイツ 涼宮琴音（7月22日、GIGA）
- 夏休みに妹が友達を連れて帰って来たが、部屋のエアコンが壊れて温室状態に!扇風機の風なんかじゃ全然涼しくならず汗だくのままなので、上着を脱ぐわ、スカートをめくるわでパンチラ、乳首チラしまくり! 3（8月7日、Hunter）
- マン土手角オナニー番外編（8月13日、アロマ企画）
- 一徹×アキノリ（8月18日、SEX Agent）
- 男殺し 悪魔の女子生徒会（9月1日、フリーダム）
- 焦らされて暴発!! スローオイル手コキ（9月13日、アロマ企画）
- 放課後にイジメられっ子女子を堂々と輪姦したいからインチキ王様ゲームで罠にハメ、逃げられないように仕向けて輪姦命令！絶対服従!（9月19日、アパッチ）
- 「バレなきゃいいじゃない♪」妻の目を盗んで誘惑してくる嫁の友達とやっちゃった俺（9月22日、アキノリ）
- 挑発ディルドオナニーVI（9月25日、アロマ企画）
- 相席居酒屋でナンパした仲良し2人組をお持ち帰り。コソコソHしていると隣の部屋にいるガードの堅い女友達はヤラせてくれるか 其の九（10月1日、変態紳士倶楽部）
- シェアマ○コは今日も休まない～美しいオンナをみんなで輪姦す、乱交というコミュニケーション～（10月21日、SEX Agent）
- セーラー戦士不完全変身凌辱 ～強要された自慰行為、そして処女喪失～ 若月まりあ 涼宮琴音（10月28日、GIGA）
- やり狂う!ドM調教パイパン乙女とドスケベ従順変態乙女 幼げな二人が見た目からは想像がつかないセックスで乱れまくる。（11月7日、妄想族）
- 小便ゴー●トバ●ターズ（11月18日、OFFICE K’S）
- 媚薬『絶倫痴女化』中出し痴漢（11月19日、アパッチ）
- 美少女戦士チアナイツW ～生体快楽兵器、そして操りW凌辱～（11月25日、GIGA）
- 全て新作撮り下ろし!12痴漢連盟（12月7日、アパッチ）
- 同僚のデカ尻タイトスカートに発情しちゃった俺（12月8日、アキノリ）
- いつでも射精できる!抜きやすい挑発パンチラコレクション（12月13日、アロマ企画）
- 貴女のフェラチオの真髄を教えてください。十人十色のフェラ女神たち（12月22日、アキノリ）

- お下品淫語カフェ ～あなた好みの淫語はどれ？～（1月6日、OFFICE K’S）
- あなたの初ヘアヌード撮らせてください（1月6日、OFFICE K’S）
- 女子校生の乳首健康診断 2（1月6日、OFFICE K’S）
- パンストディルドオナニー（1月6日、OFFICE K’S）
- 図書館媚薬素股焦らし痴漢（1月7日、アパッチ）
- 図書館でちょっとエッチなお宝本発見!ある日、そのお宝本を真面目そうな女子校生が黙々と読んでいた!早く戻さないかなとイライラしながら見ていると、女子はモジモジとし始めてパンツを濡らし興奮状態。その光景から目をそらすことができず見つめていると本棚越しに目が…（1月7日、Hunter）
- 泊めてくれたら何をしてもイイです…というので家出少女を自宅に泊めてあげてバイブ調教してみたら予想外に感じまくって淫乱少女に!（1月7日、お夜食カンパニー）
- AJOI 究極の完全主観オナニーサポート!エロポーズでま○こと尻穴を惜しみ無く広げ見せつけ挑発してくるDVD（2月13日、アロマ企画）

- 涼宮琴音ちゃんのリアル自宅を訪問！！アナタ目線でめちゃくちゃセックス（1月25日、マックスエー）
- 【VR】HQ 60fps 担当ナースはボクの彼女！ジラされてイキたくてもイカせてくれない病室の小悪魔 ～ナースX 私、顔舐めと隠語が好きなので～ 涼宮琴音（2月12日、マックスエー）
- 目の前で憧れのあの娘がイキまくり！！男優目線で超密着SEX（2月25日、マックスエー）
- すっぴん汗だくセックス 涼宮琴音（3月25日、マックスエー）
- 【VR】HQ 60fps 涼宮琴音 ダンス部の部員が食い込みレオタードで熱血レッスン志願！セクハラ、パワハラ特訓で大絶叫！大絶頂中出し！！（4月1日、マックスエー）
- 3年ぶりの解禁 濃交レズビアン 涼宮琴音 岬あずさ（4月25日、マックスエー）
- 顔も膣内も精液まみれ、本能が求める快楽性交（5月25日、マックスエー）
- 【VR】健康診断で医師の特権をフルに活用してOLに変態セクハラw あげくに「絶対にダメ！」と止められながらも勢い余って中出ししてしまったボク（6月3日、マックスエー）
- 夫の出張中に…人妻ＮＴＲ　～過去を知られた男に犯され続けた２６時間～（6月25日、マックスエー）
- 無限射精　黒ギャルメンズエステ 涼宮琴音（7月25日、マックスエー）
- 【VR】彼氏のチ○コ当てゲ～ム！！彼氏以外のチ○コを念入りにチェックして浮気願望が爆発してしまう友達の彼女（8月5日、マックスエー）
- 専属1周年記念　剃毛ドキュメント　パイパン×剛毛　レズビアン 涼宮琴音 阿部乃みく（9月25日、マックスエー）
- 【VR】セクシーコスプレ着たポリス彼女と逮捕ごっこ！？手錠されてまったりラブラブしながらジラされまくったので、我慢の限界…ムラムラ大爆発！反動で逆逮捕した彼女を欲望のまま責めたらヨダレダラダラ、大絶叫！大絶頂！勢いに任せて中出し～（10月7日、マックスエー）
- プライベート撮影のつもりが自宅で即ハメされちゃった件 涼宮琴音（若月まりあ）（11月25日、マックスエー）
- 【VR】NTR ルームシェアしてる女子2人が今カノと元カノ！？今カノが横で寝てるのに元カノに誘われ興奮を止められず大暴走中出し 涼宮琴音（12月2日、マックスエー）※共演：若月まりあ

- もうガマン出来ない！！コタツの中でこっそり誘惑NTR中出しSEX 涼宮琴音（2月1日、マックスエー）
- 【VR】わがままで高飛車なお嬢様を跪かせる執事目線VR！！ 性欲はあるけどまだ経験値が足りないお嬢様 スイッチを入れてあげると豹変してボクの言いなりに！ 涼宮琴音（2月3日、マックスエー）
- 風俗シチュエーションで魅せる！！ 淫語で中出し杭打ち騎乗位SEX 涼宮琴音（4月1日、マックスエー）
- 湯けむり旅情 中出し羞恥温泉旅行 涼宮琴音（6月1日、マックスエー）
- 【VR】 涼宮琴音史上 最高最強VR ボクがAV女優とできる企画に当選！？口内射精から中出し2発 まさかの連続3発射！！（7月7日、マックスエー）
- AV女優 涼宮琴音 引退 ～ラストメッセージ～（8月1日、マックスエー）

### 「白咲碧」名義

#### アダルトビデオ【無修正】
- S Model 116 発情JK碧ちゃん!肉便器育成計画!! : 白咲碧（12月25日、スーパーモデルメディア）

- KIRARI 98 女祭りデラックス 3時間 : 波多野結衣、保坂えり、広瀬奈々美、総勢15名（4月23日、ムゲンエンターテインメント）
- 余裕で三連発できちゃう極上の女優 白咲碧（9月23日、一本道）
- 鬼イカセ 番外編（9月23日、一本道）
- 試着がてらに試SEX!（12月16日、HEYZO）

### 「山本玲奈」名義

#### アダルトビデオ【無修正】
- 女子大生拉致監禁（2月27日、東京熱）
- W姦山本玲奈 / 本村紗枝（3月24日、東京熱）
- 問答無用姦 山本玲奈（4月28日、東京熱）

### イメージビデオ
- LOLIPOP NUDE 純白美少女の裸体 / 涼宮琴音（2016年11月28日、Precious Beauty）

## 出演

### テレビ
- 阿部乃ちゃんねる（2015年12月5日・2016年1月3日、エンタ!959）
- ドクターX〜外科医・大門未知子〜（2019年11月14日、テレビ朝日）
- 美女たちの密談 モテるの法則X season4（2023年、エンタメ～テレ）[11]

### オリジナルビデオ
- エクスタシーチェイサー:ソナ 最も淫靡な標的（2020年5月2日、シネマファスト） - 主演・星川なつみ 役[12]
- セクシータイムリターン（2020年10月2日、竹書房） - 中尾小百合 役

### イベント
- LANTANA☆NIGHT vol.1（2017年4月9日、新宿レフカダ）[13]

## 写真集
- 人妻ナンパ中出しイカセ 白金編 白咲碧（素人HOT写真集）（2015年7月29日、MTEX、撮影：ホットエンターテイメント）ASIN B012R7D25S
- あの娘ぼくらの濃いザーメンどんな顔して飲むんだろう。白咲碧（2015年12月17日、あめんぼ、撮影：あめんぼ、ドリームチケット）ASIN B019IZZB1U
- ヌードフォトブック028白咲碧: 綺麗でカッコイイヌード写真集（2016年3月10日、ハマジム、撮影：浜田一喜）ASIN B01CUPRSKC

## 音楽
「CocoAnnu」として1stシングル「風に吹かれて」をリリース。3rdシングルまでは若月まりあとのユニット活動をしていたが、2022年2月以降は若月はユニットを脱退し、ソロ活動を開始。ソロ活動開始時にリリースされた「心を返せ」は涼宮本人が作詞作曲を手がけた曲である。以降の曲は作詞を涼宮本人が、作曲はT&Tが担当。2023年11月より「SUZUMIYA」名義でソロ活動をしている。。

### 配信シングル
- 風に吹かれて（2020年6月1日、ディアス）
- ずるいよ…（2022年2月12日、ディアスグループ）
- choice（2022年2月28日、ディアスグループ）
- 心を返せ（2022年4月22日、ディアスグループ）

### 出演イベント
- レディマニア vol.2（2017年9月11日、渋谷REX）[15]
- 楽演祭 vol.16 年忘れSP（2021年12月29日、池袋LIVE INN ROSA)[16]
- 楽演祭 vol.20 夏休みSP（2022年8月31日、池袋LIVE INN ROSA）[17]
- 楽演祭 vol.21 ハロウィーンスペシャル（2022年10月26日、池袋LIVE INN ROSA）[18]
- 楽演祭 vol.22 一足早いクリスマスSPライブ（2022年12月21日、東京・池袋LIVE INN ROSA）[19]
- 楽演祭 vol.24 GW前SP（2023年4月26日、東京・池袋LIVE INN ROSA）[20]
- 楽演祭 vol.27（2023年10月25日、東京・池袋LIVE INN ROSA）[21]
- 楽演祭 vol.28（2023年12月27日、東京・池袋 LIVE INN ROSA）※「すず☆みや」名義で出演[22]。